# Grande Loja Tradicional de Portugal

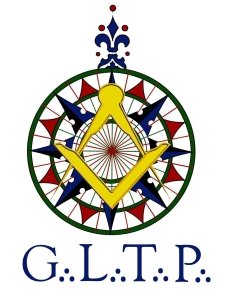

A Grande Loja Tradicional de Portugal é uma Jurisdição Maçónica de pessoas livres e de bons costumes, que pretendem cultivar o conhecimento e a intervenção no mundo. Fundamenta-se na tradição maçónica operativa, constituindo-se como uma escola iniciática de desenvolvimento interior, em fraternidade. Foi fundada no mês de Janeiro de 2004.
Reconhece um princípio criador que designa, conforme a tradição, Grande Arquitecto do Universo.
A GLTP baseia-se na Pessoa Humana como elemento constitutivo da Sociedade. Reconhece a natureza única de cada indivíduo e a diversidade como característica de todos os grupos humanos. Não reconhece qualquer diferença entre as Pessoas senão as que resultam do carácter, da capacidade e da disponibilidade.
Os Obreiros trabalham em Lojas, também designadas Oficinas. As Lojas são os elementos constituintes da Grande Loja, e compete-lhes a realização do trabalho maçónico.
Constitui-se como a Potência Maçónica que representa e governa os interesses gerais de todas as Lojas que se colocarem sob a sua jurisdição, em toda a superfície do Globo.
Tem sido questionada a designação "Tradicional". De facto a GLTP dedica uma grande atenção às origens operativas, desde a Alta Antiguidade Egípcia e Fenícia, das Corporações Mesteirais das Ordens de Pedreiros Livres, em Portugal, na Grã-Bretanha, no Império Romano-Germãnico e na Itália. A GLTP acredita que a fidelidade às origens, a par de uma nova leitura da Tradição, é essencial à prática do trabalho e do método maçónico.

## Reconhecimento
A GLTP reconhece a existência e a validade de outras Jurisdições Maçónicas, com diferentes formas de interpretação da Tradição e diferentes práticas de trabalho, com quem se propõe manter relações fraternais, ao nível institucional e pessoal, mesmo quando tal não seja possível no trabalho Ritual.
Aceitará Homens ou Mulheres, sendo livre a adopção pelas Lojas de regulamentos internos que estipulem se a Loja é masculina, feminina ou mista. Em qualquer caso o direito de visita é universal.
Permite-se e estimula-se a discussão sobre temas históricos, incluindo a história das religiões e das ideias religiosas, bem como de temas sociais e da actualidade do mundo profano. A GLTP poderá tomar posição pública sobre esses temas, através dos órgãos competentes.

## Atrium
Os Candidatos à Iniciação na GLTP são integrados numa organização vestibular, denominada ATRIUM, onde se reúnem com alguma liturgia, dirigidos por três maçons denominados, no atrium, Candeias.
Os membros do ATRIUM, reúnem-se em Átrios, e designam-se Cortadores de Pedra. Simbolicamente, trabalham na rocha, estudam as suas propriedades, linhas de clivagem e corte, textura, composição, bem como as formas que nelas se ocultam. Produzem a Pedra Bruta que quando Aprendizes irão afeiçoar.
O Atrium constitui uma associação de aprendizagem, serviço e fraternidade, com objectivos próprios. O seu Órgão supremo é o Supremo Conselho do G33 do REAA na GLTP e o seu Presidente é o Prefeito do Senado.
O Atrium está em funcionamento em quatro Países, através de organizações locais integradas na Jurisdição da GL Tradicional de Portugal.